# Johan Erik Lundgren
Johan Erik Lundgren, född den 2 april 1822 i Kumla i Närke, död den 14 januari 1895 i Stockholm, var en svensk  lärare och målare.
Han var son till kontraktsprosten Ulrik Lundgren och Kristina Emerentia Broman och från 1858 gift med Anna Christina Sundström. Lundgren blev filosofie magister 1854 och var från detta år verksam som lärare vid olika skolor i Stockholm fram till 1892, bland annat kollega  vid Nikolai elementarskola i Stockholm 1863, samt var 1876-1892 adjunkt vid Stockholms realläroverk. 
Som konstnär medverkade han i Konstakademiens utställningar ett par gånger på 1860-talet. Hans måleri omnämndes fördelaktigt av August Strindberg och består av små idylliska landskap i olja eller akvarell mest med motiv från Stockholms omgivningar. Lundgren var 1858 en av initiativtagarna till bildandet av Föreningen för nordisk konst som senare uppgick i Sveriges allmänna konstförening där han under flera år var sekreterare. Lundgren erhöll Svenska akademiens pris för en översättning av Goethes Hermann und Dorothea (tryckt 1858).

## Skrifter
- Majfesten i Upsala 1845 (tillsammans med Theodor Hagberg) (Upsala, 1845) Fulltext
- Majfesten i Upsala 1847 (Upsala, 1847)